# 유리 (수광후)
유리(劉鯉, ? ~ 52년)는 후한 초기의 제후로, 경시제의 셋째 아들이다.

## 생애
경시 3년(25년), 유분자를 옹립한 적미 정권에 항복한 경시제가 장앙의 사주를 받은 사록에게 죽었다. 이듬해 여름에 유리는 두 형 유구·유흠과 함께 어머니를 모시고 낙양에 갔고, 광무제는 이들을 모두 열후에 봉하여, 유리는 수광후(壽光侯)에 봉해졌다.
유리는 낙양에서 광무제의 아들 패헌왕의 빈객이 되어 그의 총애를 받았다. 평소 유분자를 아버지의 원수로 여기고 있었는데, 이에 패헌왕은 유리를 위하여 자객을 모아 유분자의 형 유공을 죽였다. 광무제는 패헌왕을 용서하였으나, 곧 조서를 내려 이에 연루된 제후왕의 빈객 수천 명을 주살하였다. 건무 28년(52년)의 일이었다.

## 출전
- 범엽, 《후한서》 권1하 광무제기 下·권11 유현유분자열전·권42 광무십왕열전